# 濠溪桥
濠溪桥，又名河市桥，位于中国福建省泉州市洛江区河市镇河市村、霞溪村，宋绍兴年间（1131—1162年）始建，后毁于火，明隆庆三年（1569年）都督俞大猷重建，万历二十七年（1599年）知县顾士琦募造石梁，清康熙年间施韬重建。桥为梁式石桥，八孔七墩，长75.5米，宽3.1米，船形基础。桥旁保存有俞大猷所立的重建濠溪桥碑等明、清石碑三通。2009年11月16日公布为第七批福建省文物保护单位。